# Speyeria letis
Speyeria letis är en fjärilsart som beskrevs av Wright 1906. Speyeria letis ingår i släktet Speyeria och familjen praktfjärilar. Inga underarter finns listade i Catalogue of Life.